# Bird on the Wire
«Bird on the Wire» es una canción del músico canadiense Leonard Cohen, publicada en el álbum de estudio Songs from a Room en 1969. Fue grabada en Nashville, Tennessee el 26 de septiembre de 1968 y originalmente publicada por Judy Collins en su álbum de 1968 Who Knows Where the Time Goes, antes del lanzamiento de Songs from a Room. Una grabación de mayo de 1968 producida por David Crosby y titulada «Like a Bird» fue incluida en la reedición de Songs from a Room en 2007.
En la década de 1960, Cohen vivía en la isla griega Hydra con su novia Marianne, quien relató cómo le ayudó a salir de una depresión dándole una guitarra, con la cual empezó a componer «Bird on the Wire» inspirado en un pájaro posado en uno de los cables de teléfono recientemente instalados en la isla. Cohen finalizó la canción en un motel de Hollywood.
El propio Cohen describió «Bird on the Wire» como una simple canción country, y la primera grabación, de Judy Collins, fue de hecho realizada con un trasfondo country. Más tarde, Cohen realizó varios cambios menores, como las presentes en el álbum en directo Cohen Live. Diferentes versiones han sido incluidas en todos sus discos en directo. 
En las notas de la reedición de Songs from a Room en 2007, la canción fue descrita como «una oración y un himno simultáneo, una especie de "My Way" bohemia».

## Composición
En las notas del álbum recopilatorio The Best of Leonard Cohen, el músico comentó sobre la canción: «Siempre empiezo mi concierto con esta canción. Me parece que me hace regresar a mis obligaciones. Empezó en Grecia y terminó en un motel de Hollywood alrededor de 1969, junto con todo lo demás. Algunos versos fueron cambiados en Oregón. Me parece que no puedo hacerla perfecta. Kris Kristofferson me dijo que había robado parte de la melodía de otro compositor de Nashville. También me dijo que va a poner el primer par de versos en su lápida, y me voy a entristecer si lo hace».
La canción referida por Kristofferson puede ser «Turn Me On», compuesta por John D. Loudermilk y originalmente grabada por Mark Dinning en 1961, antes de ser versionada por varios artistas como Nina Simone. «Turn Me On» comparte una melodía y unos patrones líricos similares a los de la canción de Cohen.

## Versiones
«Bird on the Wire» ha sido versionada por una larga lista de músicos y grupos entre los que se incluyen:
- Joe Cocker en Joe Cocker! (1969) y en el álbum en directo Mad Dogs and Englishmen (1970)
- Jackie DeShannon en el álbum To Be Free (1970)
- Dave Van Ronk en el álbum Van Ronk (1971)
- Tim Hardin en el álbum Bird on a Wire (1971)
- Pearls Before Swine en el álbum Beautiful Lies You Could Live In (1971)
- Rita Coolidge en el álbum The Lady's Not for Sale (1972)
- Fairport Convention en el álbum Heyday: the BBC Radio Sessions, 1968–1969 (1987)
- Jennifer Warnes en el álbum tributo Famous Blue Raincoat (1987)
- Red Rider en The Symphony Sessions (1989)
- The Neville Brothers en el álbum Brother's Keeper (1990)
- The Lilac Time en el álbum tributo I'm Your Fan (1991)
- The Bobs en el álbum Cover the Songs of … (1994)
- Johnny Cash en el álbum American Recordings (1994)
- Willie Nelson en el álbum tributo Tower of Song (1995)
- Stina Nordenstam en el álbum People Are Strange (1998)
- K. D. Lang en el álbum Hymns of the 49th Parallel (2004)
- autorickshaw en el álbum So the Journey Goes (2007)
- Perla Batalla en el álbum Bird on the Wire: the Songs of Leonard Cohen (2005) y en la banda sonora Leonard Cohen: I'm Your Man (2005)
- Eva Dahlgren en el álbum  tributo Cohen – the Scandinavian Report (2009)
- Tony Carey en Rewind (2010)
- Joe Bonamassa en el álbum Black Rock (2010) y en el álbum en directo Beacon Theatre: Live from New York (2012)
- Kiko Veneno en el álbum Dice la Gente (2010), adaptada al español.
- Madeleine Peyroux en el álbum The Blue Room (2012)